# Made in Hell
Made in Hell je šesté řadové album kapely Törr. Do kapely se navrací zakládající člen Ota Hereš a kapela se vrátila ke svým kořenům black metalu. Za bicí usedá Radek Sladký. Dva bonusy jsou od kapel Venom („Countess Bathory“) a The Rolling Stones („Sympathy for the Devil“).
V roce 2005 vyšlo v limitované edici jako LP.

## Seznam skladeb
1. Made in Hell
2. Někdo to rád mrtvé
3. Anální alpinista
4. Rigor Mortis
5. Osud
6. Extrémní sport
7. Předčasná orientace
8. Silent Hill
9. Já tu jsem
10. Čistě rodinná záležitost
11. Countess Bathory (bonus)
12. Sympathy for the Devil (bonus)

## Album bylo nahráno ve složení
- Ota Hereš – kytara, zpěv
- Vlasta Henych – baskytara, zpěv
- Radek Sladký – bicí

## Hosté
- Jiří "Big Boss" Valter – zpěv 4,12
- Miloš Dodo Doležal – sólo kytara 12
- Igor Kubík – vokál 12
- Dušan Horna – vokál 12
- Olda – kozel